# Augustus-Tempel (Philae)

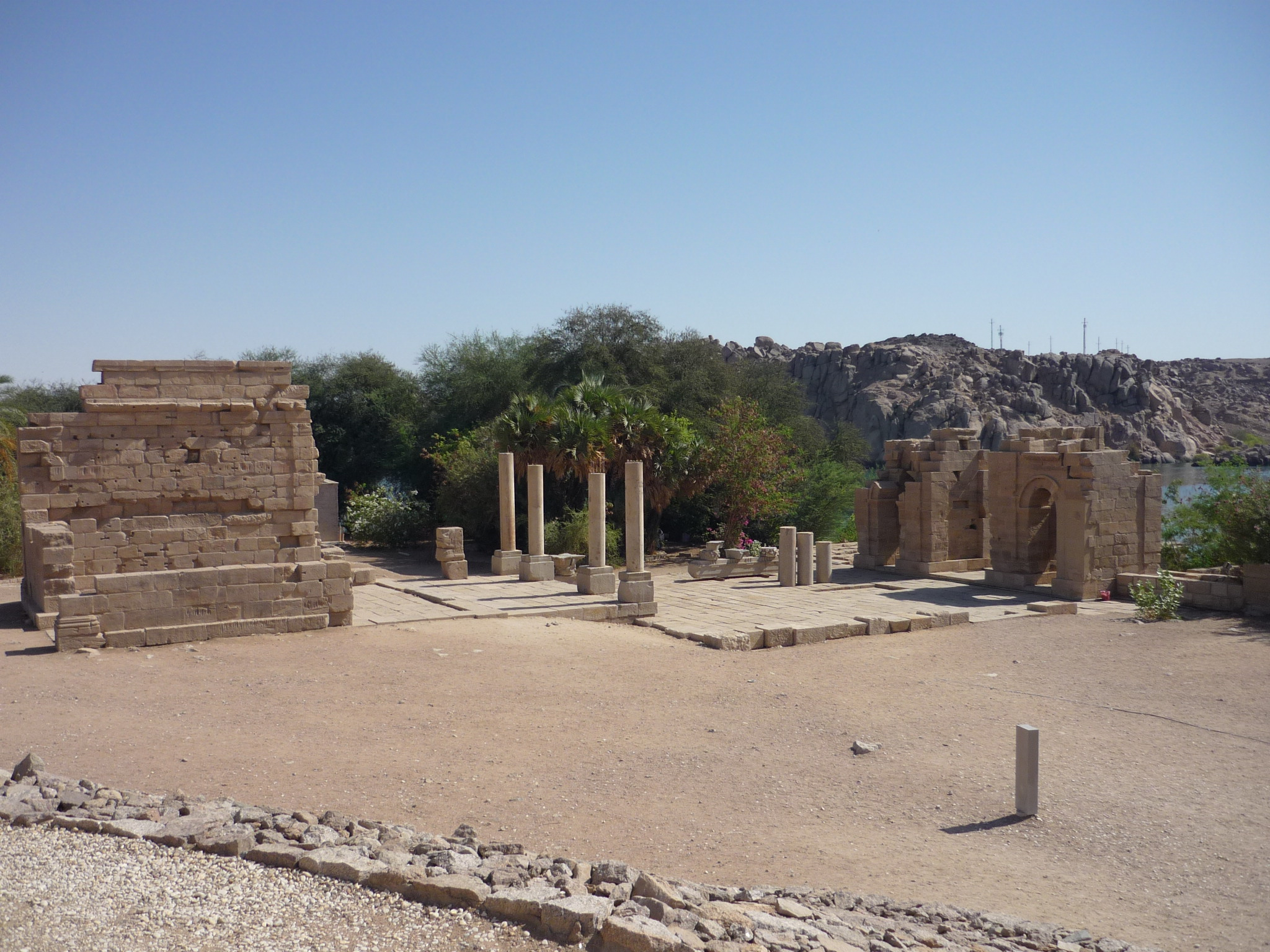
Augustustempel von Philai (linke Bildhälfte)

Der Augustus-Tempel war ein auf der oberägyptischen Insel Philai im Jahr 13/12 v. Chr. errichteter römischer Tempel für Augustus, den ersten römischen Kaiser. Nach der durch den Bau der alten Assuan-Staumauer künstlich herbeigeführten Überschwemmung der Insel ab dem Jahr 1902 wurden die Bauteile des Tempels zwischen 1977 und 1980 versetzt und befinden sich heute auf der Insel Agilkia.

## Entdeckungsgeschichte

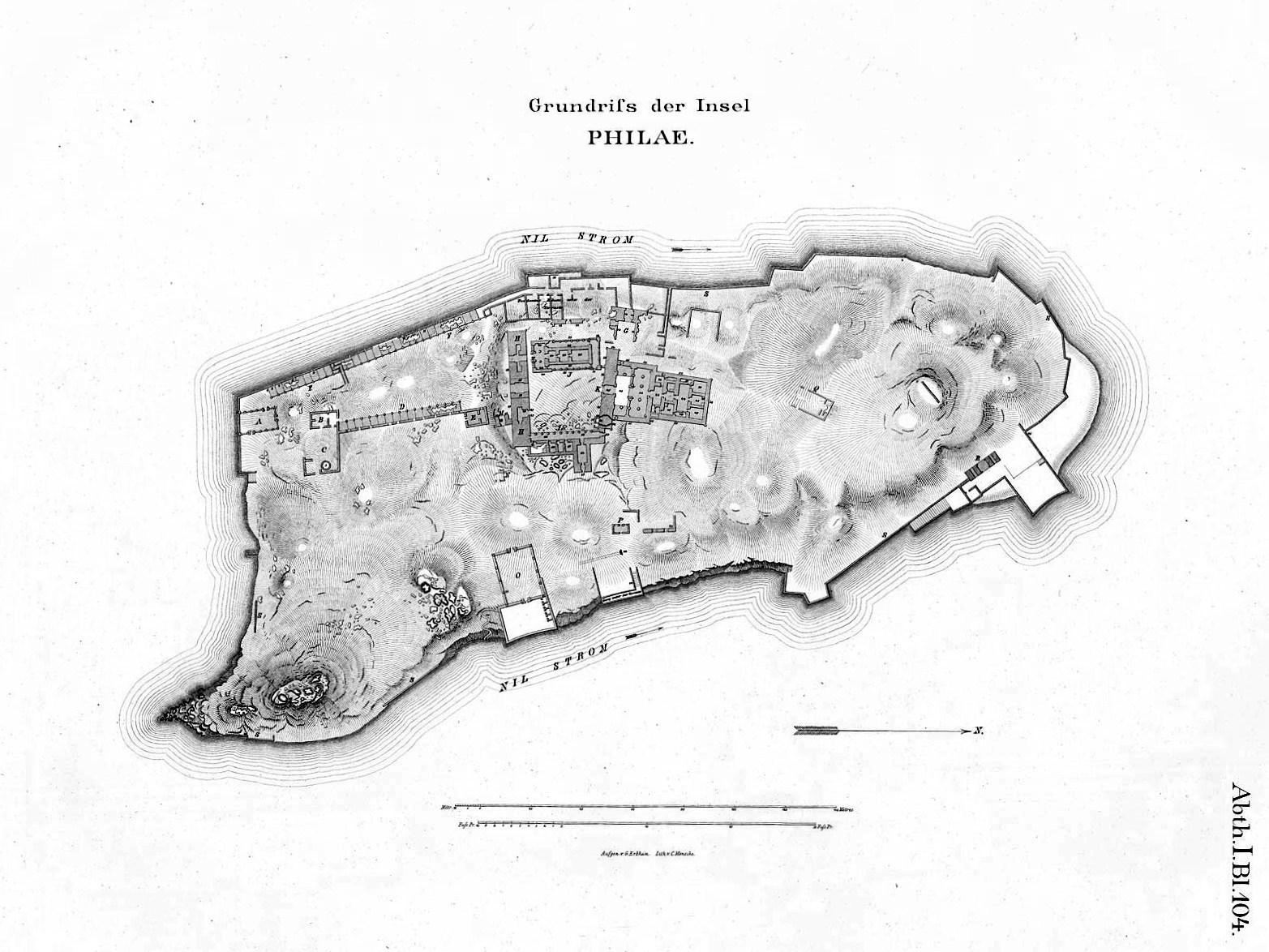
Plan der Insel von Georg Erbkam, rechts (Norden) die Nordmauer des Tempels

Bereits während der von Napoleon Bonaparte durchgeführten ägyptischen Expedition von 1798 bis 1801 wurde die Insel untersucht und Teile des damals noch nicht erkannten Tempels in den Plänen verzeichnet. Die preußische Expedition nach Ägypten unter dem Ägyptologen Richard Lepsius in den Jahren von 1842 bis 1845 hielt in den von Georg Erbkam erstellten Plänen und Zeichnungen ebenfalls eine Mauer des Tempels fest. In den sechziger Jahren des 19. Jahrhunderts wurde schließlich erstmals die Dedikationsinschrift des Tempels publiziert, das entsprechende Werkstück des Architravs muss zu diesem Zeitpunkt freigelegen haben. In den Jahren 1895/96 schließlich wurde der Tempel im Vorfeld der bevorstehenden Flutung der Insel durch den Architekten und Ägyptologen Ludwig Borchardt freigelegt und untersucht.

## Baubeschreibung

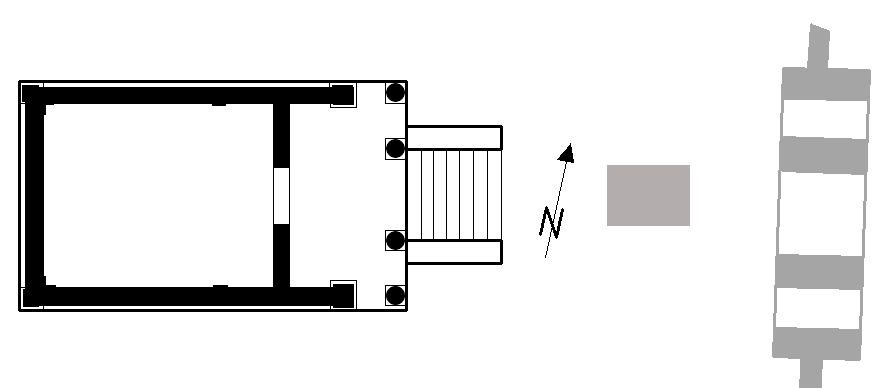
Plan des Augustus-Tempels von Philai

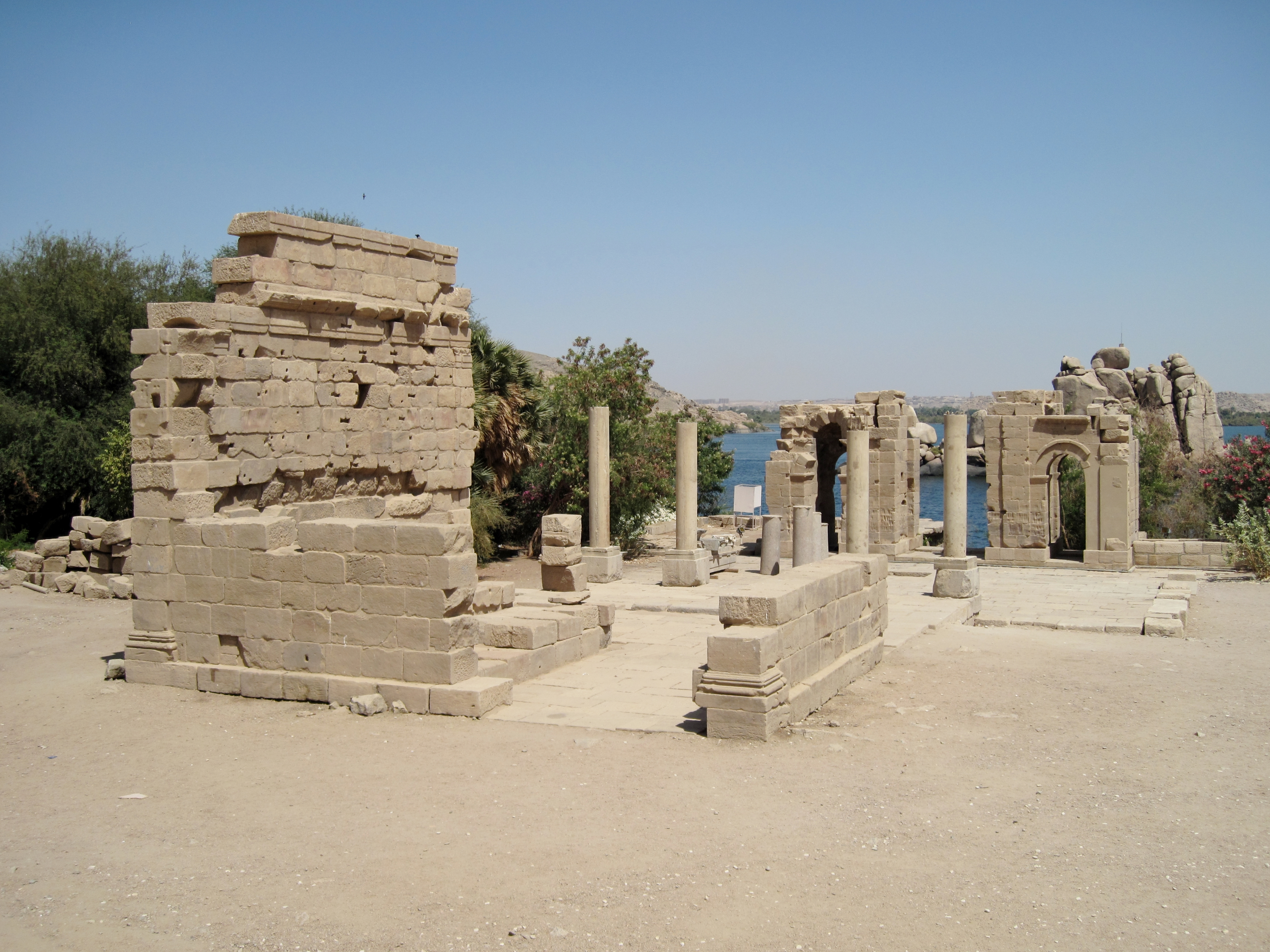
Augustustempel von Philai, Rückseite

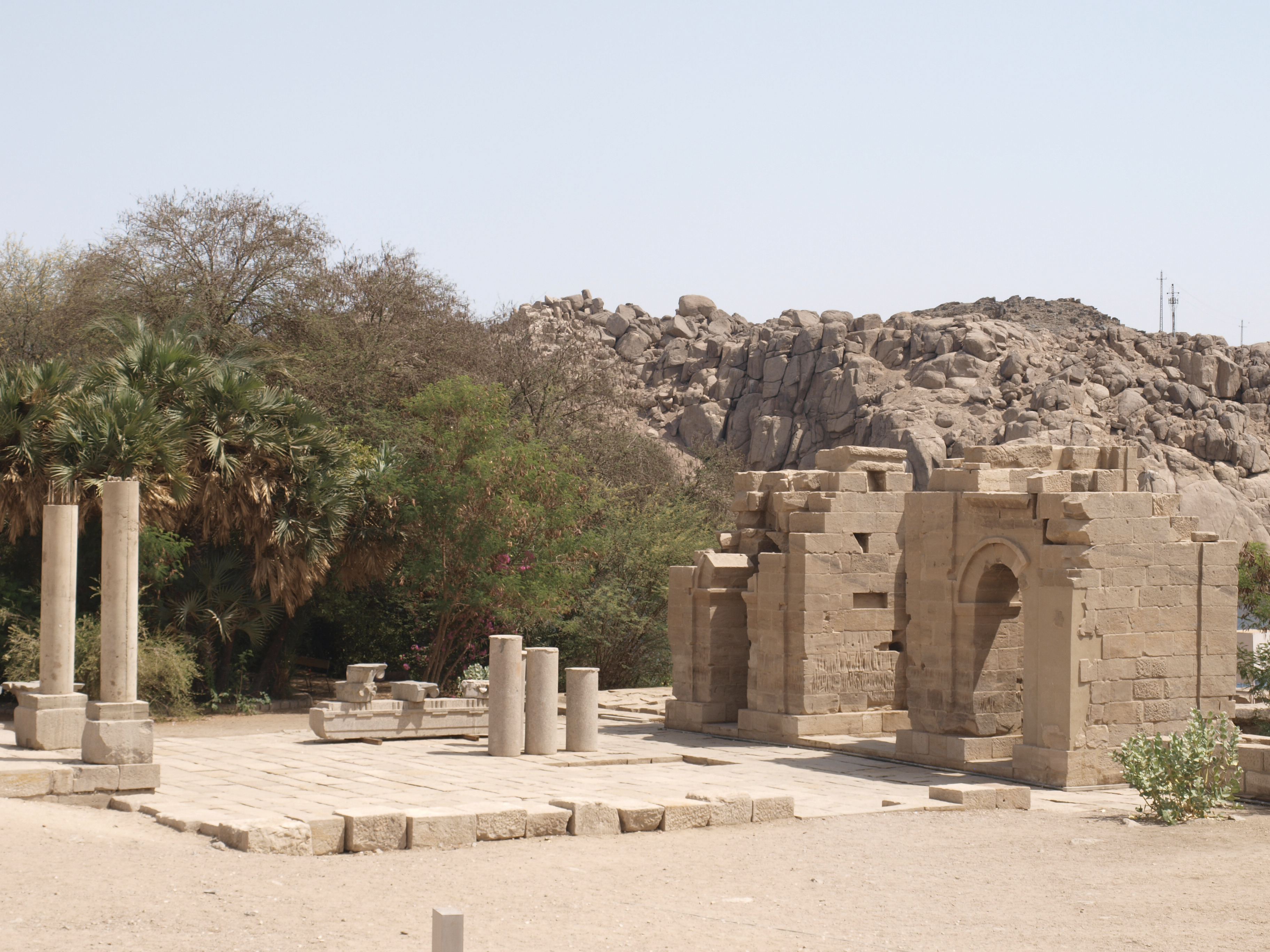
Gebälkstück und Kapitelle (Bildmitte)

Der Tempel befand sich auf dem nordöstlichen Teil der Insel und war zur Zeit seiner Freilegung zu einem Großteil von Hausruinen byzantinischer Zeit überdeckt. Lediglich die nördliche Cellawand ragte aus den Ruinen heraus. Die Freilegung ergab, dass sich der geostete Tempel auf einer etwa 1,25 Meter hohen Terrasse über eine gepflasterte Platzanlage erhob, in deren Mitte das Fundament eines Altars oder eines Standbildes erhalten war.
Der über eine vorgelagerte Freitreppe zu erreichende Tempel war 9,70 Meter breit und 16,70 Meter tief. Dem Grundriss nach war er ein tetrastyler Prostylos, dessen Pronaos von Anten flankiert wurden. Von der Eingangswand in den eigentlichen Naos waren nur noch die Türschwelle und Fragmente der architektonischen Türfassung erhalten. Die Cella hatte lichte Maße von 7,80 × 10,10 Metern. Durch flache Wandpilaster an den Langseiten und den hinteren Cellaecken war sie in einen annähernd quadratischen hinteren und einen breitrechteckigen vorderen Bereich geteilt. Der Bodenbelag bestand aus Platten graugrünen Diorits und weißen Quarzits.
Die vier Frontsäulen des Tempels standen auf 90 Zentimeter hohen Postamenten. Die Säulen hatten plinthenlose attische Basen, waren unkanneliert und trugen korinthische Kapitelle, die in drei Werkstücken gearbeitet waren, wobei das untere die beiden Register des Blattkranzes umfasste und das darüber folgende und die Voluten samt Abakus tragende Glied horizontal geteilt war. Diese bei korinthischen Kapitellen ungewöhnliche Werktechnik begegnet auch am Zeustempel in Olba-Diokaisareia aus der Mitte des 2. Jahrhunderts v. Chr. Die Blätter der korinthischen Kapitelle waren nur schematisch angelegt, lediglich ein Mittelgrat kennzeichnete die Blattrippe. Die Voluten der Kapitelle entsprangen nicht, wie sonst üblich, pflanzlich gebildeten Kelchen, sondern waren dem Kalathos genannten Kapitellkörper einfach aufgelegt.
Es folgte ein hybrides Gebälk, das aus einem ionischen und in zwei Bänder geteilten Zwei-Faszien-Architrav sowie einem folgenden dorischen Metopen-Triglyphen-Fries bestand. Der Architrav hatte hierbei die für dorische Architrave typische Taenia mit darunter angebrachten Guttae. Dem Werkstück selbst war bereits der untere Ansatz des Triglyphenfrieses angearbeitet. Der die Dedikationsinschrift tragende und das Mittelinterkolumnium überspannende Architravblock hat eine Länge von 4,18 Metern. Über dem Fries folgte ein Sparrengeison, dessen Konsolen dem Friesrhythmus folgten, indem immer zwei Konsolen auf eine Triglyphe und eine weitere auf eine Metope entfielen. Abgeschlossen wurde das Gebälk von einem flach gewölbten Rundstab und einer hochgezogene Kehle, die an ägyptische Hohlkehlen erinnert.
Die Antenstirnen waren als Antenpilaster gebildet und folgten im Aufbau den Säulen, lediglich die Postamente fehlten. Auch die rückwärtigen Ecken des Tempels waren mit Pilastern geschmückt, allerdings wiesen sie Unfertigkeiten wie etwa nicht ausgearbeitete Pilasterkapitelle auf. Die Pilaster der Innenwände hatten einfach architravierte Kapitelle, denen ein zweibändriger Wandarchitrav folgte, bekrönt von einem kräftig profilierten Gesims. Auf der vierten Steinlage oberhalb des Gesimses endete der Putz mit scharfer Kante. Es ist anzunehmen, dass hier die Innendecke ansetzte. Der Putz stammt allerdings aus späterer Zeit, als nach einem Erdbeben unbestimmten Datums die gerissenen Cellawände notdürftig mit kleinformatigen Steinen und hölzernen Schwalbenschwanzklammern verbunden wurden. Sie zu überdecken, wurde der Putz erst aufgetragen.
Die Wände des Baues waren aus einfachem Sandstein errichtet, ebenso das Podium. Doch war die Podiumsfront zum vorgelagerten Platz hin mit Platten aus Rosengranit verkleidet und aus dem gleichen Material waren auch die Säulen samt ihren Postamenten sowie das Gebälk gefertigt. Demgegenüber waren die Säulenkapitelle aus schwarzgrauem Diorit. Der Tempel zeichnete sich folglich durch eine dezente Farbigkeit aus, die möglicherweise durch Bemalungen noch weiter verstärkt wurde, zumindest fanden sich an den Fragmenten der Kassettendecke der Vorhalle Reste von Bemalung.
Nachdem der Kult eingestellt war, wurde eine mehrstöckige, als Wohnhaus dienende Bebauung in den Tempel eingezogen, von der noch Reste bei der Freilegung nachzuweisen waren. Wie der Tempel selbst, so stürzte auch diese Bebauung bei einem späteren Erdbeben zusammen, ohne wieder aufgebaut zu werden. Die Nutzung des Areals wurde aufgegeben.

## Datierung
Nach Ausweis der Dedikationsinschrift wurde der Tempel während der Statthalterschaft des Publius Rubrius Barbarus gestiftet, und zwar im 18. Jahr des Augustus. Die Inschrift lautet:

«Αὐτοκράτορι Καίσαρι Σεβαστῶι σωτῆρι καὶ εὐεργέτῃ, (ἔτους) ιηʹ,
ἐπὶ Ποπλίου Ῥοβρίου Βαρβάρου.»

„Dem Imperator Caesar Augustus, dem Retter und Wohltäter, im 18. Jahr, während der Amtsführung des Publius Rubrius Barbarus.“

Da in Ägypten Zeitangaben traditionell in der Ära des Herrschers angegeben wurden und Augustus nach dem Tode Kleopatras im Jahr 30 v. Chr. Herrscher über Ägypten wurde, stammt der Tempel aus dem Jahr 13/12 v. Chr.

## Stellung
Innerhalb der Tempel von Philae stand der Augustus-Tempel nicht nur räumlich isoliert da, waren doch die Tempel des großen Isis-Heiligtums im Westen und Süden der Insel angesiedelt. Auch hinsichtlich der Architekturformen nimmt er eine Sonderstellung unter den Sakral- und Begleitbauten der Insel ein. Als einziger Tempel folgt er den Gestaltungsprinzipien des griechischen Tempelbaus, während die übrigen Bauten – obwohl zum Teil selbst erst in römischer Zeit entstanden – ganz der ägyptischen Architektur verpflichtet sind. Als „griechischer“ Tempel gehört er zur unter den Ptolemäern entwickelten alexandrinischen Architektur. Dies zeigt sich etwa im Verzicht auf eine Plinthe unter den attischen Basen, einer typischen Erscheinungsform alexandrinischer Architektur. Auch in seiner freien Mischung verschiedener Ordnungen folgt er einer durch die alexandrinische Architektur vorgegebenen Tendenz.
Der Tempel ist ein typischer Vertreter einer Mischordnung. Nicht nur, dass entgegen der klassischen Lösung die korinthische Säule mit einem dorischen Gebälk kombiniert wurde, sondern dass innerhalb des Gebälkes selbst die ionische mit der dorischen Ordnung vermischt wurde, zeichnen den Bau aus. Zwar findet sich die Kombination aus Zwei-Faszien-Architrav mit Regulae und Guttae gefolgt von einem Triglyphon auch am Partherbogen in Rom, sofern ein Gebälkfragment vom Forum Romanum mit diesem Bau zu verbinden ist. Auch der um 20 v. Chr. errichtete Augustusbogen in Aosta weist eine korinthisch-dorische Ordnung auf. Doch bleiben derartige Bildungen im Westen die Ausnahme und an Klein- oder Memorialarchitekturen gebunden. Korinthische Säulen mit einem hybriden dorischen Gebälk besitzt hingegen die Qasr Bint Firaun in Petra aus dem späten 1. Jahrhundert v. Chr. Die Kombination aus korinthischen Säulen mit dorischem Gebälk und Konsolengeison begegnet selbst noch am wohl aus dem 2. Jahrhundert stammenden Caesareum in Kyrene.